# Salarakas
Salarakas è il singolo di debutto del duo musicale finlandese Salarakkaat, pubblicato nel 2005 su etichetta discografica Suomen Metrotuotanto come primo estratto dal loro album Martina & Marika.

## Tracce
Testi di Sid Erail, musiche di Profect (Renny Järvinen).
1. Salarakas (Radio Mix) – 3:28

## Classifiche
| Classifica (2005) | Posizione massima |
| ----------------- | ----------------- |
| Finlandia         | 3                 |